# Museu de Soldadets de Plom l'Iber
El Museu de Soldadets de Plom l'Iber s'ubica al palau dels marquesos de Malferit, una casa senyorial de finals del segle xiv o principis del xv, al centre antic de València, al número 22 del carrer dels Cavallers de València.

## Història
Aquest museu de recent inauguració deu la seua creació a la fundació privada del grup Libertas 7, que pertany a la família Noguera. S'inaugurà el 9 de maig del 2007. Obrí les portes en un primer moment amb set sales i una petita part del total dels fons de la col·lecció, estimada en més d'un milió de peces de soldadets de plom.
Aquesta col·lecció és fruit de l'afició del pare de l'actual director, Álvaro Noguera Giménez, empresari valencià que va morir el 2006, aficionat al col·leccionisme de soldadets des de la seua infància, complint així el seu somni.
El museu es conclourà mostrant el total de les col·leccions el 2011.

## Seu
El museu utilitza com a seu l'anomenat palau dels marquesos de Malferit, palau d'origen gòtic però reformat posteriorment, tant l'exterior com l'interior.
El seu aspecte actual es deu al projecte de Lucas García Cardona (del 1893), que va construir una nova façana. Aquesta té un caràcter historicista, vinculada a models del Renaixement italià. L'interior també es modificà arran d'aquesta reforma, però en destaca el pati, que conserva la forma característica de les cases nobles valencianes, amb una escala adossada a un costat (amb una escultura d'un unicorn) i on donen les estances principals de l'edifici.
A més de la seu del Museu de Soldadets de Plom, el palau també allotja la botiga llibreria del mateix museu, la fundació Libertas 7, la Biblioteca L'Iber i l'Institut Valencià d'Estudis Clàssics i Orientals.

## Continguts
Actualment, el museu es compon de deu espais. Nou dedicats a l'exposició i un altre per a conferències, que n'ocupen mil metres quadrats.
Les diferents sales d'exposició es divideixen per temàtiques, de les quals reben el nom: Prehistòria, Antiguitat 1, Antiguitat 2, Almansa, Abraçada de Vergara, Victòria Eugènia, Col·leccions valencianes, Tirant  i Vida Quotidiana.
La sèrie de guàrdies espanyoles
Al llarg de tres sales, 'Tirant', 'Victòria Eugènia' i 'Almansa', s'inicia un recorregut per la història del nostre país mitjançant les guàrdies personals dels caps d'estat espanyols, des de Felip III fins a Joan Carles I, representades en més de 25.000 figures.
La recreació de la batalla d'Almansa és una de les estrelles de la gran exposició, que reviu sobre una maqueta amb més de 5.000 figures que recreen amb rigor històric i en què es poden apreciar petits detalls com les fulles que es posaven en els tricornis els austriacistes.
La sala Tirant, en què en un afany per fomentar la cultura valenciana, el museu reprodueix, a manera d'homenatge, un passatge del Tirant lo Blanc, escrit per Joanot Martorell i publicat el 1490. El diorama exposat escenifica al detall el torneig de Tirant a Anglaterra, encara que amb una petita llicència històrica, ja que els cavallers que l'acompanyen pertanyen, en aquest cas, a nobles famílies valencianes.
La sala Almansa, amb un gran nombre de guàrdies i el diorama de la Batalla d'Almansa. La mort sense descendència de Carles II i la designació de Felip d'Anjou, hereu també del tron de França, com el seu successor, va desencadenar la Guerra de Successió espanyola, en la qual es va veure embolicada pràcticament tot Europa per la por de l'hegemonia francesa en el continent.
En el diorama exposat, més de 10.000 figures recreen amb rigor la Batalla d'Almansa, decisiva per a la victòria final de Felip V i, en conseqüència, per a l'entronització de la Casa de Borbó a la Corona d'Espanya.
La sala Victòria Eugènia, amb diferents diorames d'esdeveniments esdevinguts en aquesta època històrica.
La sala de Prehistòria, que comprén des del Juràssic fins al Paleolític. Entre les escenes representades, destaquen una caça d'un mamut i una altra de cavalls, inspirada aquesta en l'art rupestre llevantí. Concretament, s'ha extret d'una pintura rupestre localitzada a la comarca del Maestrat.
La sala de l'Antiguitat, la qual inclou sèries de sumeris, egipcis, assiris, babilonis, cartaginesos, grecs, romans i ibers. Dividida en dues sales, conté diorames que reprodueixen una cursa de quadrigues, una batalla d'Aníbal contra les legions romans, el bany de Popea i, fins i tot, l'assassinat de Juli Cèsar.
La sala Abraçada de Vergara, anomenada així pel diorama central que rememora l'esdeveniment protagonitzat pels generals Maroto i Espartero, que va simbolitzar la fi de la Primera Guerra carlina. Aquesta n'és una recreació completa, ja que en altres museus se'n representa parcialment.
La sala Col·leccions valencianes reuneix sèries de soldats espanyols des de les guerres carlines fins a la Guerra Civil, realitzades per artistes valencians com Vicente Julià, àlies Chauve, Vicente Mallol o Àngel Comes; la seua fàbrica de Burjassot (Alymer) va arribar a ser considerada com la més important de l'estat espanyol, i potser del món, pel que fa a producció i catàleg de figures. També inclou una sèrie de Tello, que resumeix la història del soldadet de plom i que està tallada a mà en fusta de bassa.